# Blue Berry Hill
Blue Berry Hill est une census-designated place située dans le comté de Bee, dans l’État du Texas, aux États-Unis. Sa population s’élevait à 866 habitants lors du recensement de 2010.